# Kropa

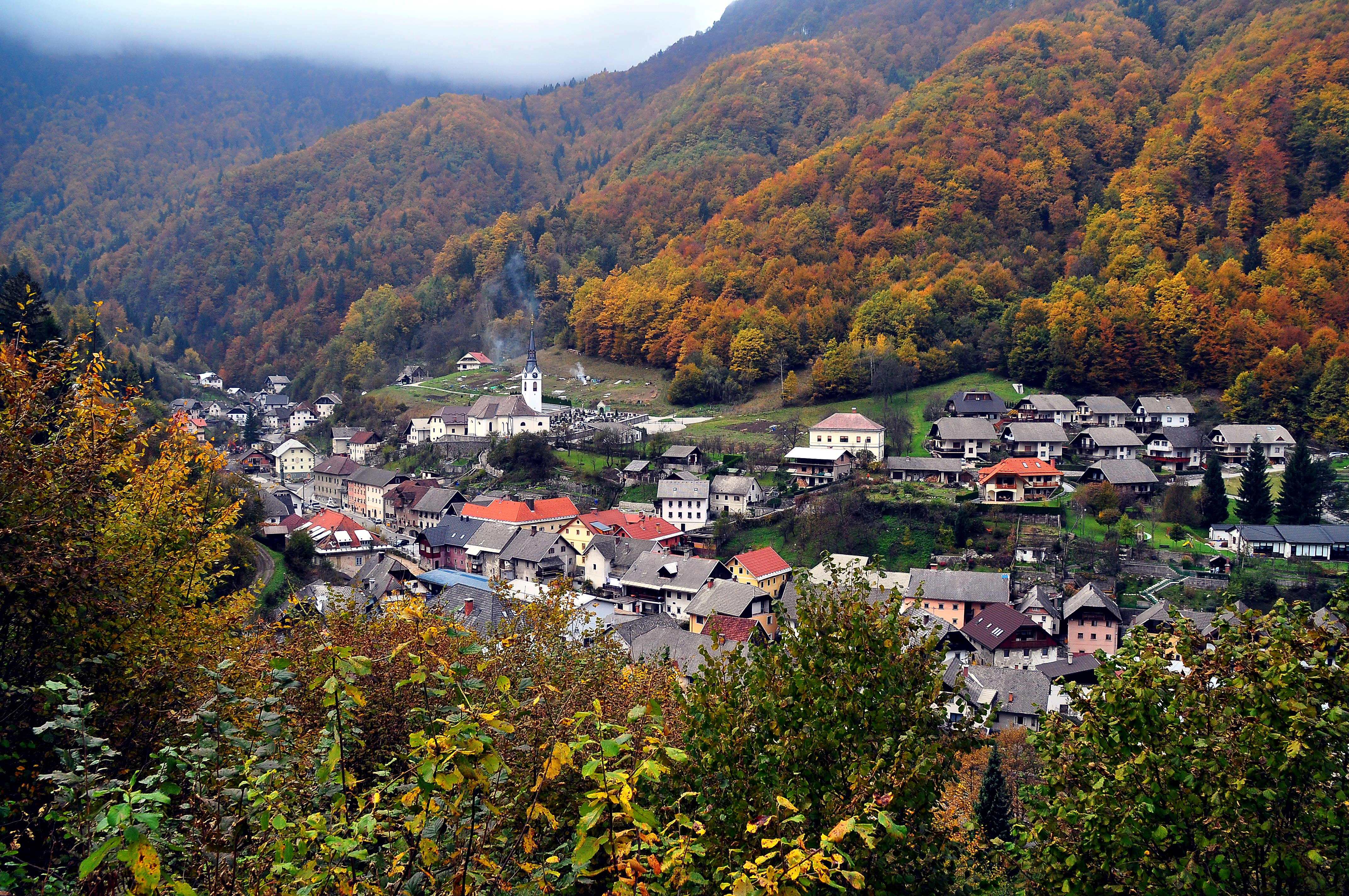
Blick auf Kropa

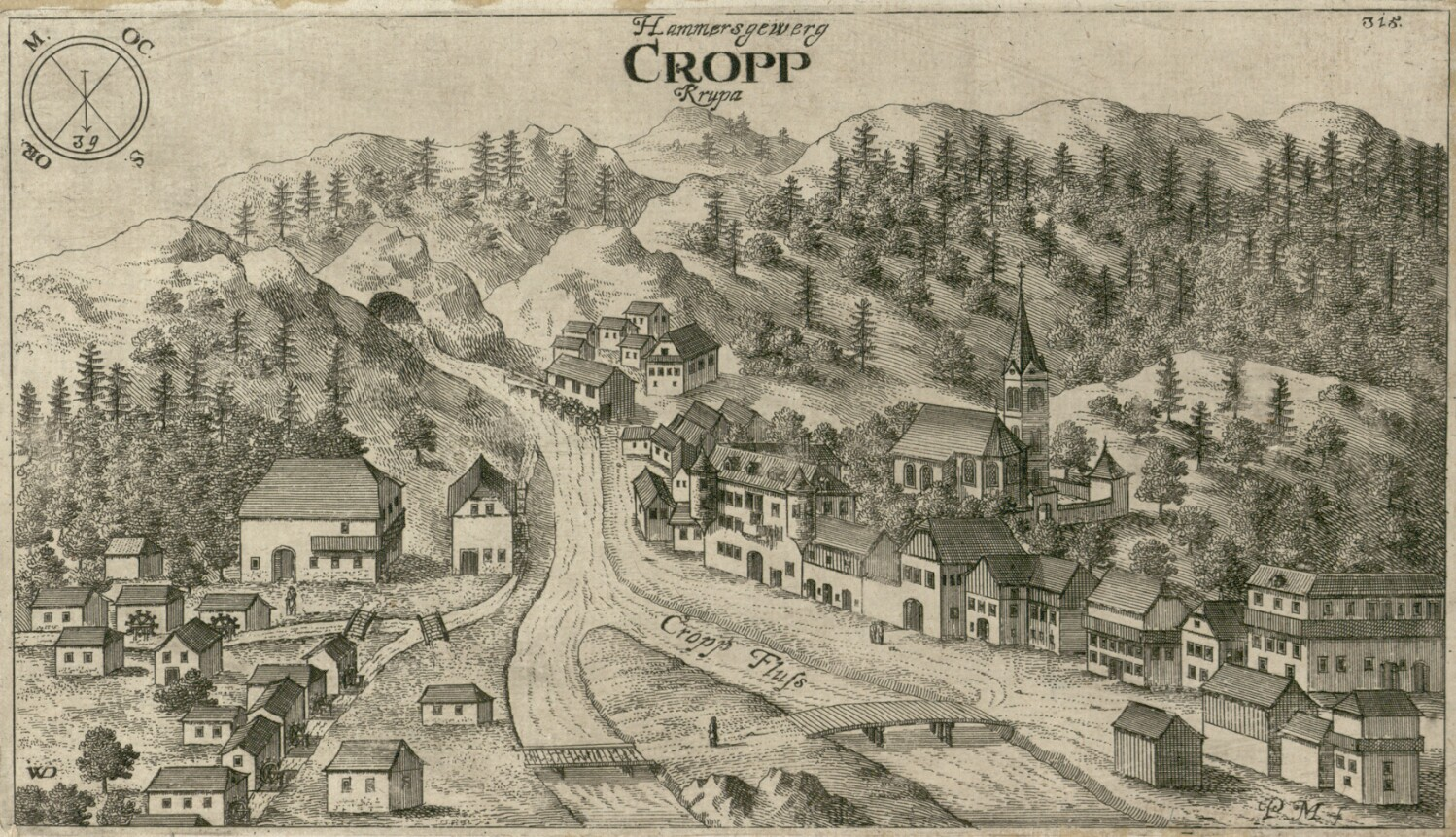
Kupferstich von Johann Weichard von Valvasor aus dem Jahre 1689

Kropa (deutsch: Kropp, älter auch Siedendorf) ist eine Ortschaft in der Gemeinde Radovljica in der Region Gorenjska in Slowenien.

## Lage und Einwohner
Kropa liegt im Süden des Gemeindegebiets von Radovljica und zählt 839 Einwohner.

### „Plac“ – Hauptplatz
Egal über welche der drei kurvenreichen Straßen man nach Kropa gelangt, in jedem Fall erreicht man den Hauptplatz des Ortes, „Plac“ genannt. Aufwärts führt die Straße entlang des Baches Richtung engstem Teil „Kotel“ und weiter hinauf nach „Jamnik“, bachabwärts gelangt man in den Unteren Teil (Spodnji konec).
Die alte Siedlung erhielt am Ende des 18. Jahrhunderts ihr Erscheinungsbild mit einer Reihe von Gießereihäusern, zwei Kirchen und Gebäuden für die technische Eisenverarbeitung.

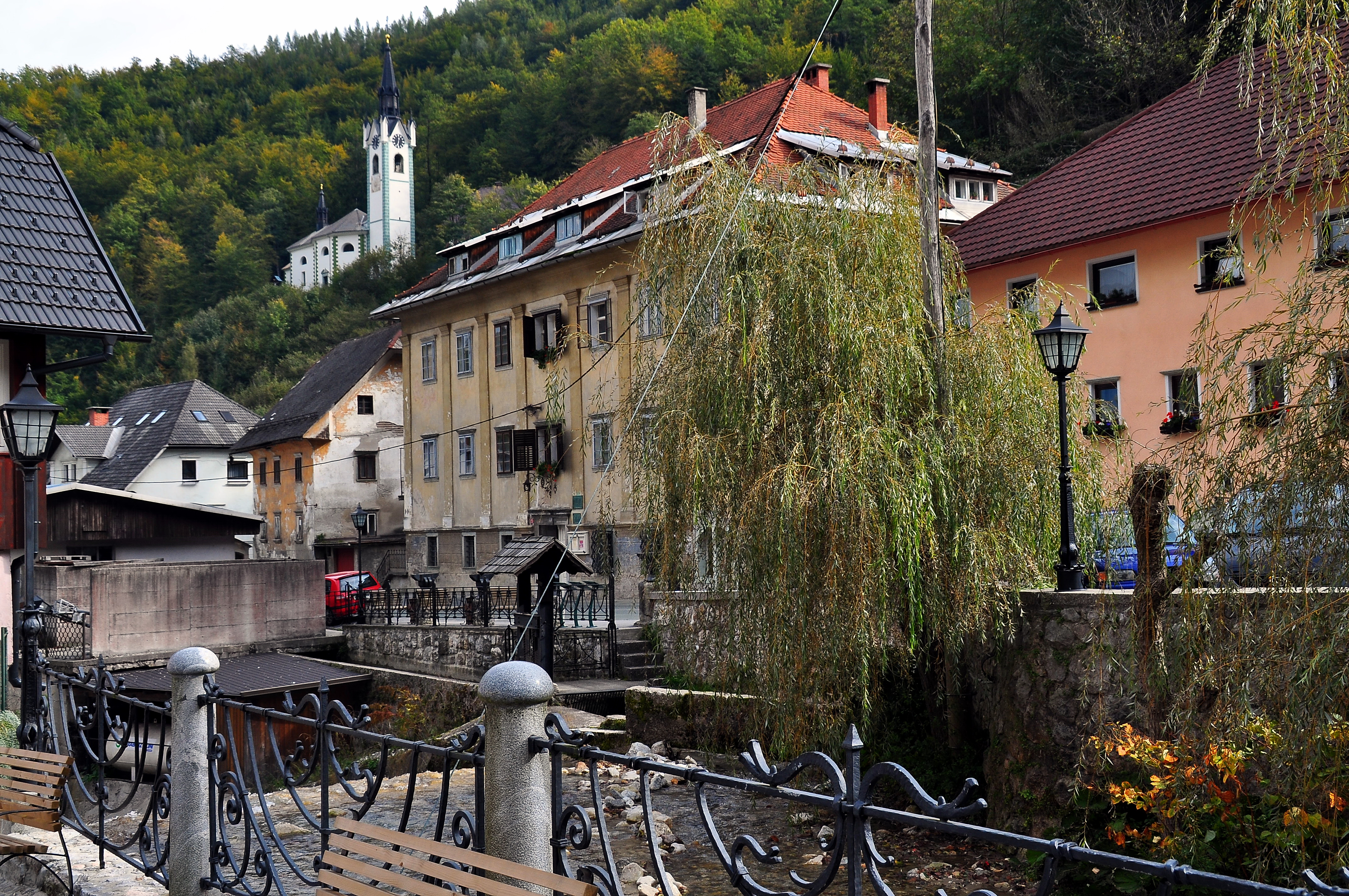
Ortszentrum mit dem Museum und der Muttergottes-Kirche

## Kultur- und Geschichts-Denkmal
Als eines von bedeutenden Industriezentren bewahrte Kropa die Wesenszüge einer Krainer Eisenverarbeitungs-Siedlung. Soweit es urbane Charakteristik, aber auch technische, kulturelle und geschichtliche Denkmäler betrifft, gehört Kropa zu den wichtigsten historischen Plätzen Sloweniens. Seit 1953 steht es als Kulturdenkmal unter gesetzlichem Schutz.

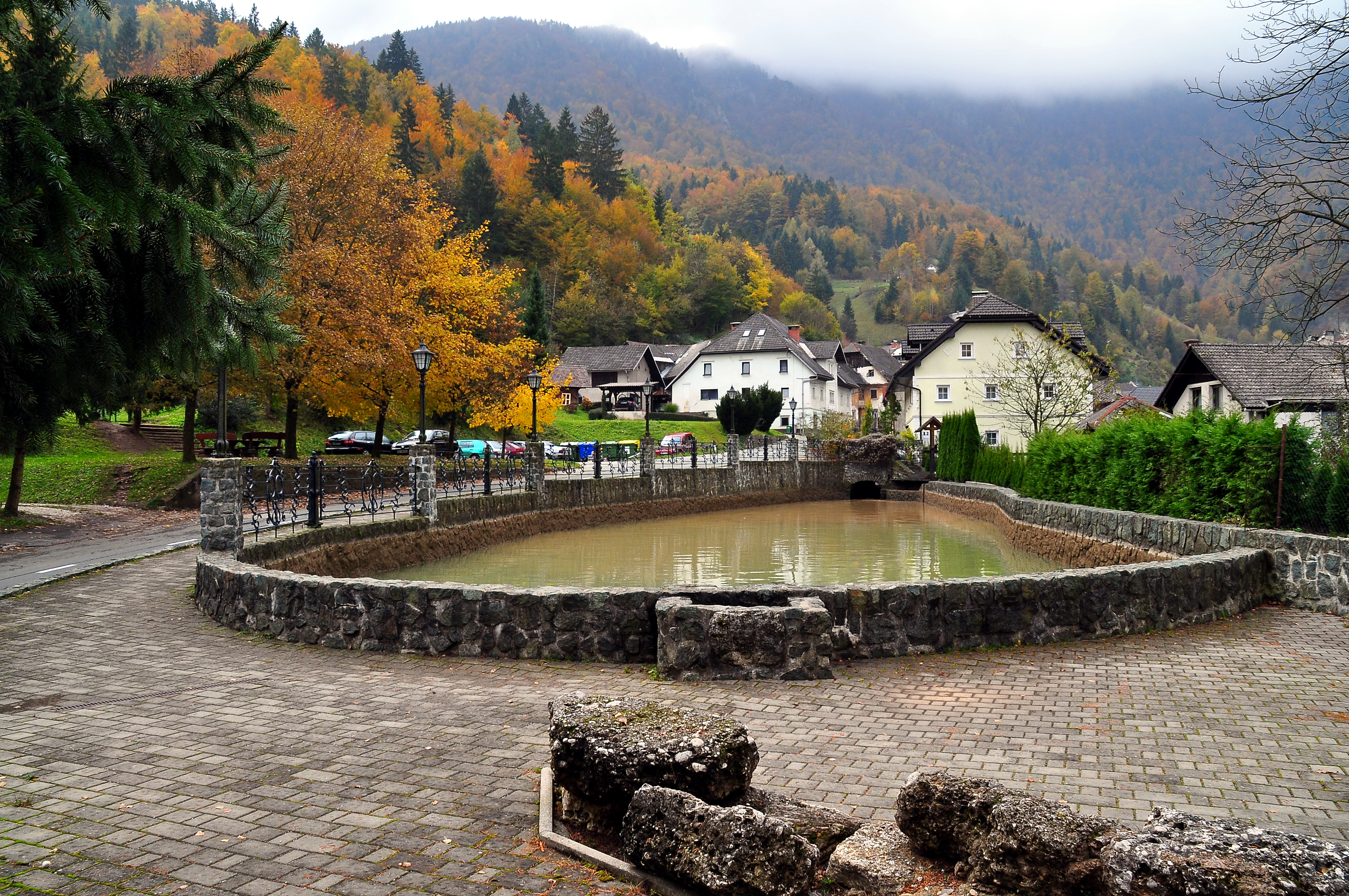
Wasserspeicher mit Resten der ehemaligen Unteren Gießerei
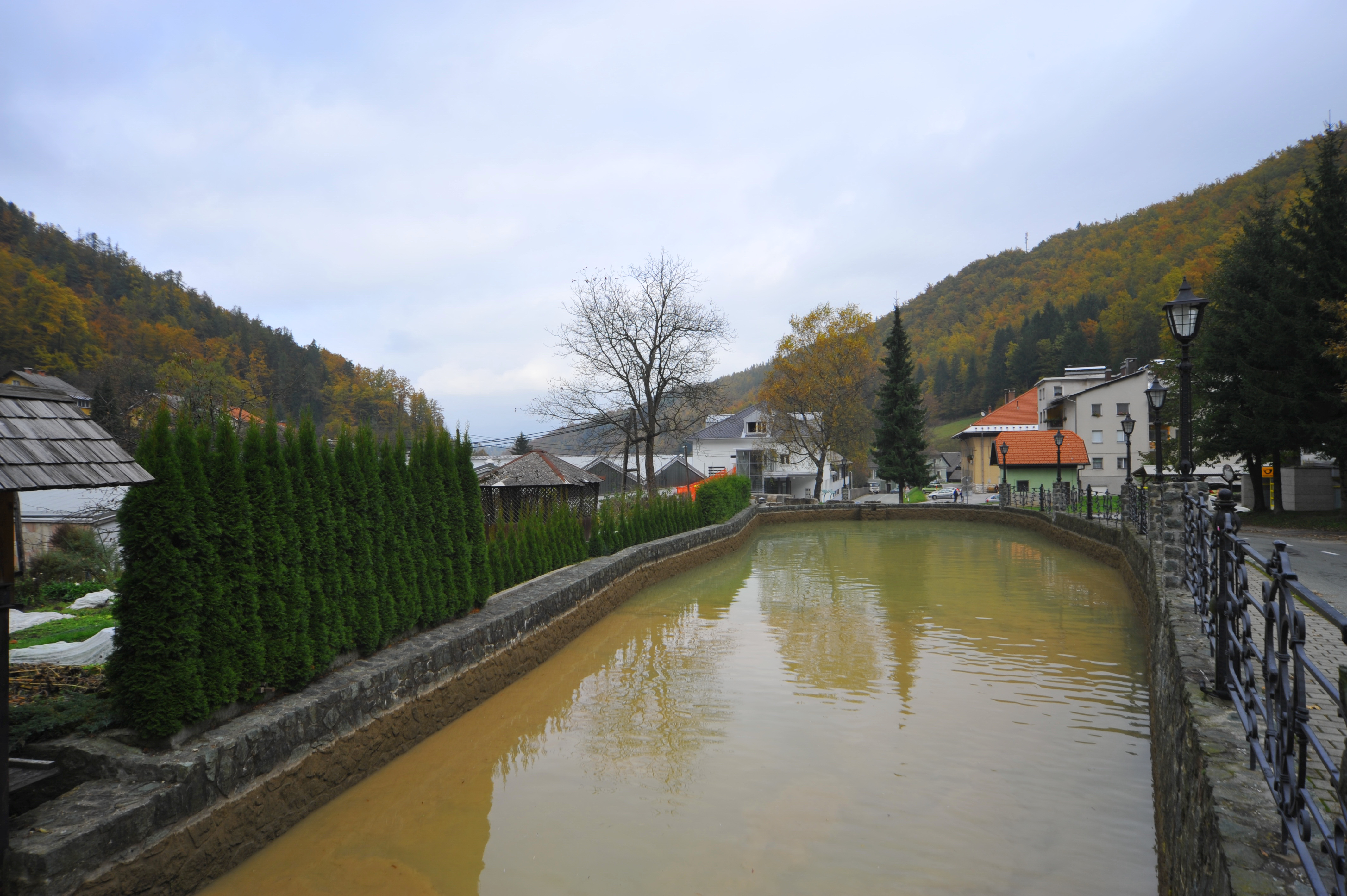
Wasserspeicher der ehemaligen Unteren Gießerei

## Geschichte
Der Aufschwung Kropas begann im 14. Jahrhundert, als sich die Wald-Eisenverhüttung von den Erzlagerstätten auf der Jelovica ins Tal zu den Bächen hinunter zu verlagern begann. Aus dieser Periode stammen auch die Überbleibsel der Slowenischen Schmelzöfen an der Straße hinauf nach Jamnik. Im 15. Jahrhundert wurden zwei Hochöfen (Obere und Untere Eisengießerei) und Schmieden errichtet. Im Rahmen der Eisengießereien existierte ein Produktionsschema vom Erz zu den Bolzen-Nägeln für den Absatz im In- und Ausland. Gießereibesitzer lebten und arbeiteten zusammen mit Eisenschmieden – Nagelproduzenten. Ab 1550 genoss Kropa eine durch Ferdinands Bergbau-Ordnung zugestandene Spezial-Autonomie, unabhängig von den Grundbesitzern. Es stand unter der Leitung eines Bergbau-Richters. Das Gesetz blieb bis zu den Reformen Kaiser Josefs des Zweiten im Jahre 1781 in Kraft. Bis zum Ende des Habsburgerreichs gehörte die Ortschaft zum Kronland Krain, wobei Kropa eine selbständige Gemeinde im Gerichtsbezirk Radmannsdorf (politischer Bezirk Radmannsdorf) bildete.

### Gewässer
Die Kroparica (älterer Name auch Preprovka) ist ein rasch fließender, steiler Gebirgsbach. In der ersten Hälfte des 19, Jahrhunderts drehte er auf einer Länge von 1.200 Metern noch 50 Wasserräder für die Blasebälge und Hammerwerke von Gießereien und Schmieden.

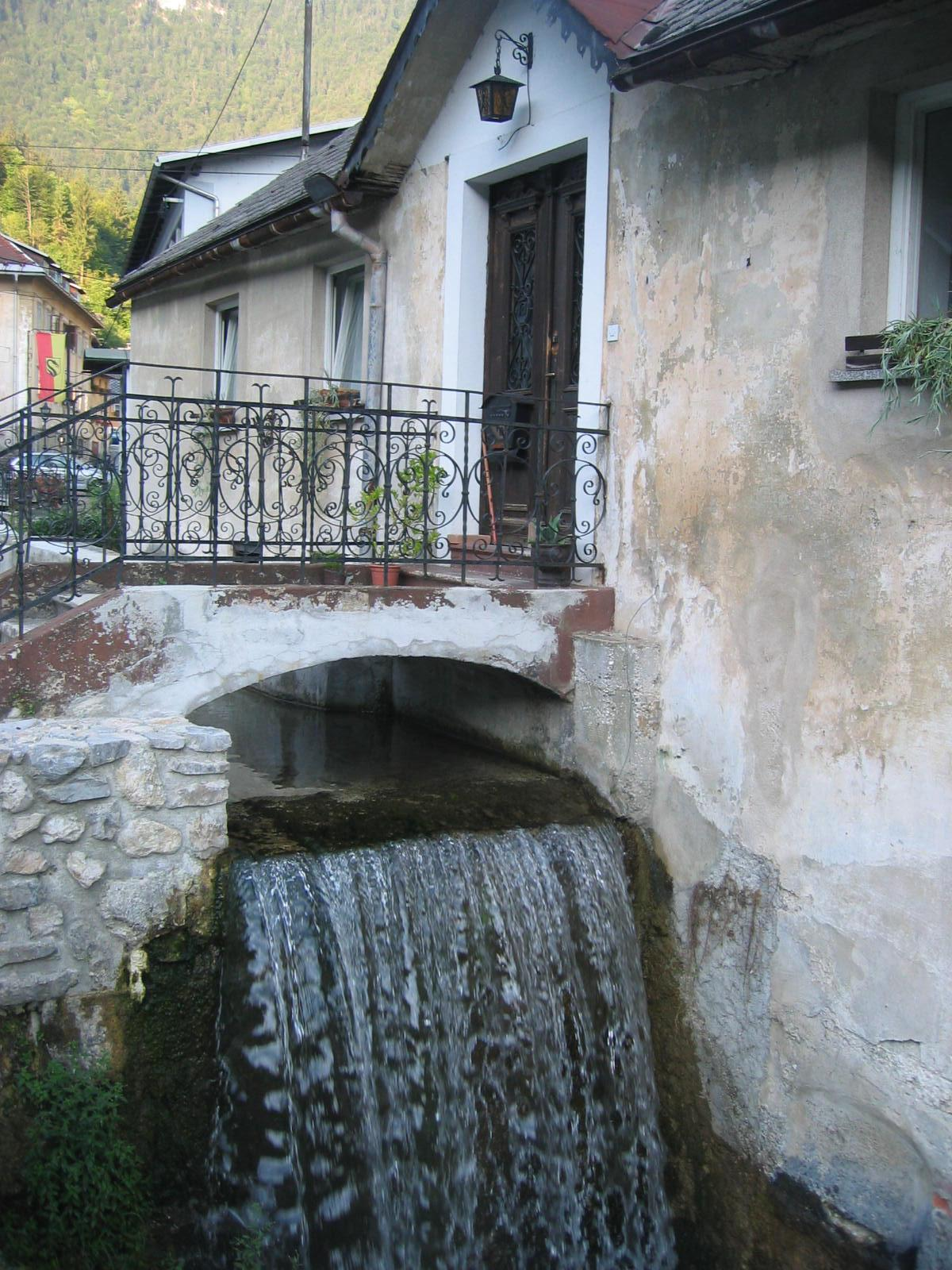
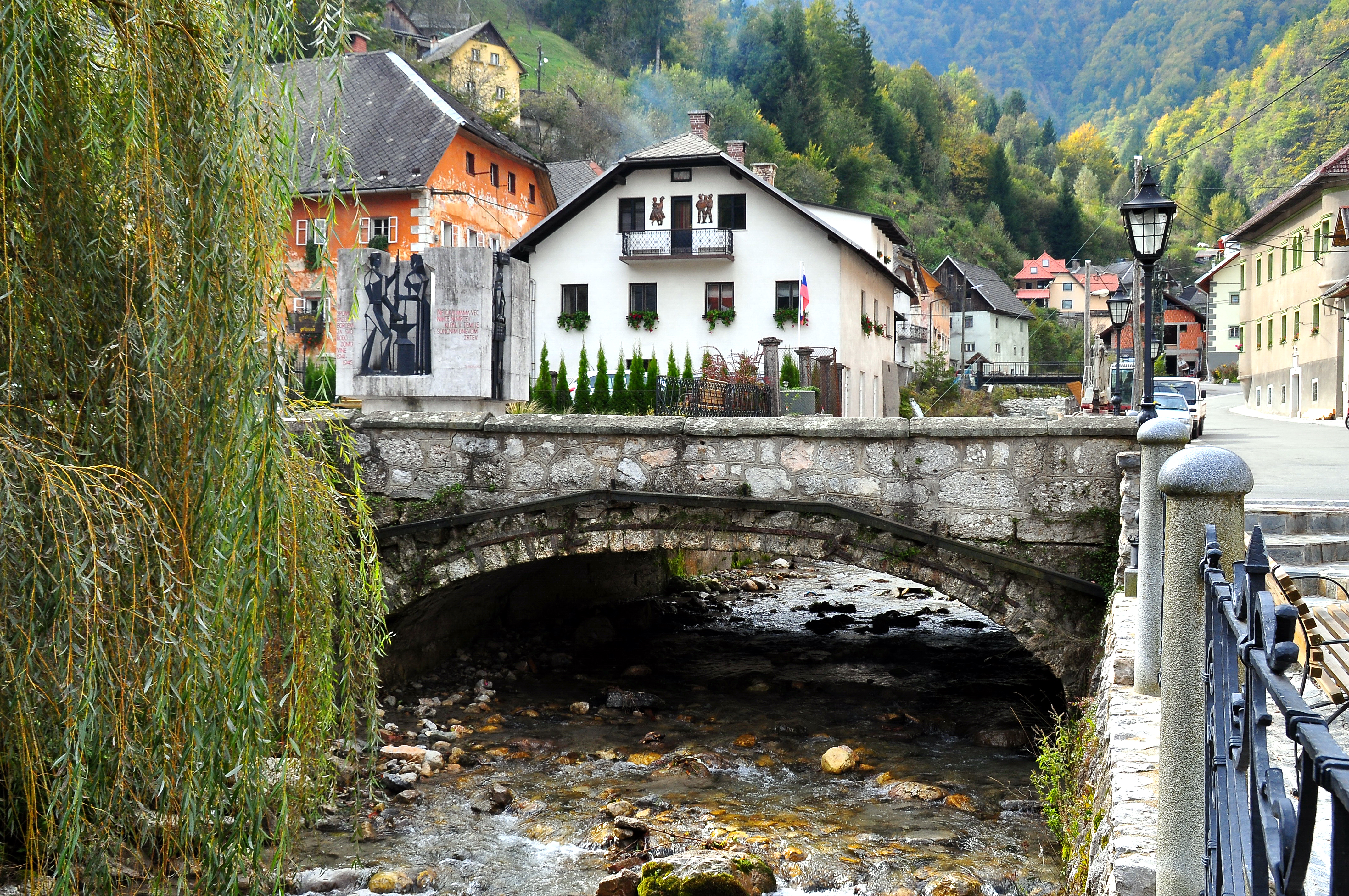
Brücke über die Kroparica im Ortszentrum

### Erzlager
Die Umgebung von Kropa war reich an braunem Eisenerz. In ferner Vergangenheit wurde es vom Wasser herausgespült und in Lehmadern an bis zu 50 Meter tiefen Stellen, an anderen Plätzen knapp unter der Oberfläche abgelagert.

### Historischer Hochofen in Dno
Im Zuge des Straßenbaus von Kropa nach Jamnik stieß man im Jahr 1953 auf die Überbleibsel eines historischen Hochofens vom 14. Jahrhundert. Die Entdeckung dieses Schmelzofens, der höchstwahrscheinlich zwischen der zweiten Hälfte des 13. und dem frühen 14. Jahrhundert errichtet worden war, stellt einen seltenen und wichtigen Fund des technischen Erbes der Eisenverarbeitung dar. Die Verwendung des Krainer Hochofens wurde immer wieder in historischen Quellen durch all die Jahrhunderte erwähnt, jedenfalls waren Bauplan und Beschaffenheit bis zur Entdeckung in Kropa unbekannt. Dieser war zu jener Zeit ein bedeutender Typus von Schmelzöfen für ganz Mitteleuropa, vornehmlich in den Alpinregionen der Oberkrain und Kärntens, wo die Verwendung dieses Hochofen-Typus im Zeitraum zwischen dem 13. und dem 16. Jahrhundert stark verbreitet war.
Der Slowenische Hochofen in Form einer umgedrehten Pyramide war ungefähr drei Meter hoch. Die Ursprünglichkeit des Schmelzofens wird im Aufbau der Schlackenaustrittsöffnung an der Vorderseite und des Schmelzebehälters in Form einer Auffangschale augenfällig. Die Lufteinblasmethode ist nach wie vor unbekannt. In einem rund zehnstündigen Eisenerz-Schmelzprozess, bei dem man rund 800 Kilogramm Holzkohle verwendete, konnte man 200 Kilogramm Roheisen gewinnen.

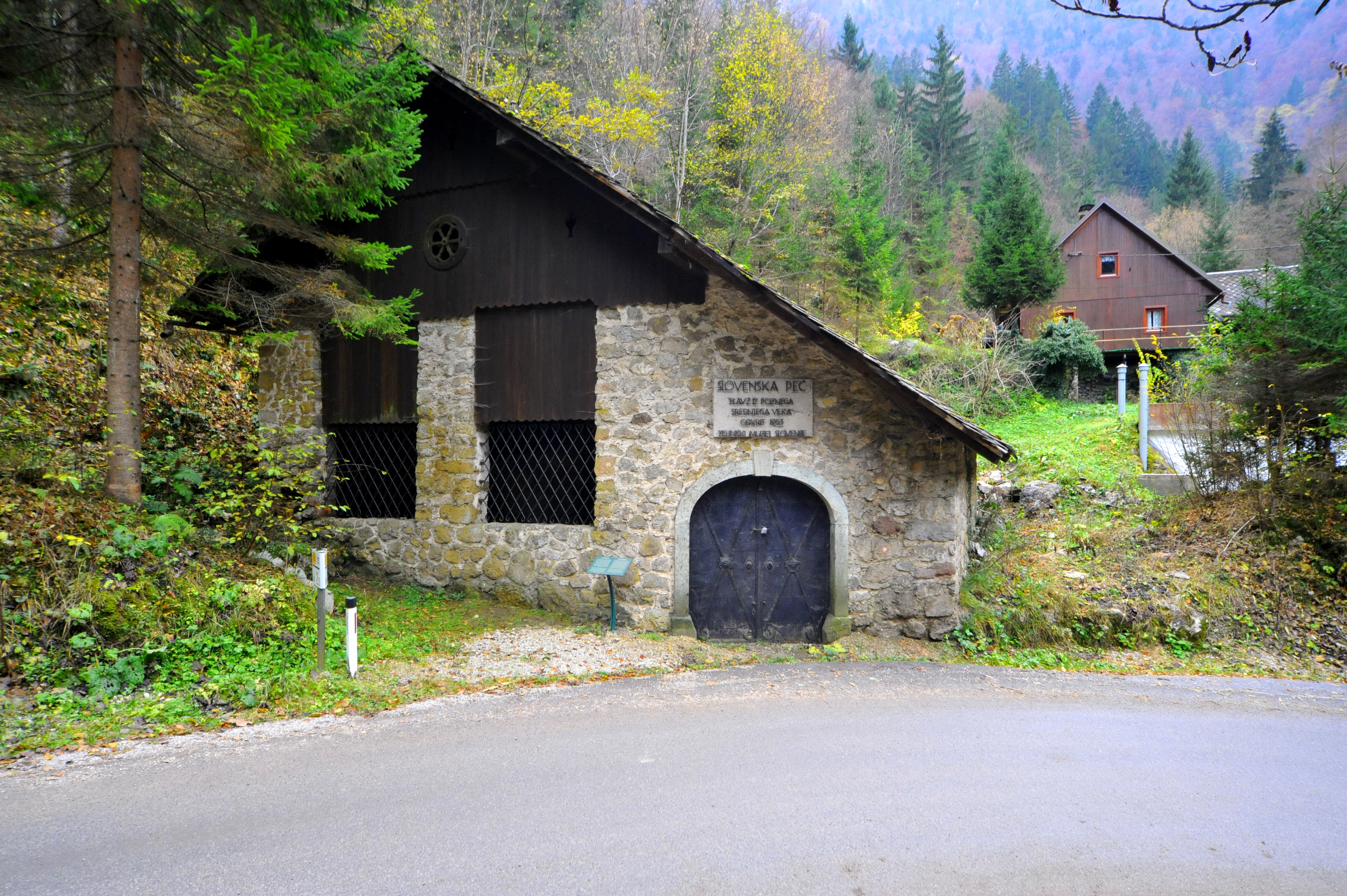
Hochofen-Museum in Dno
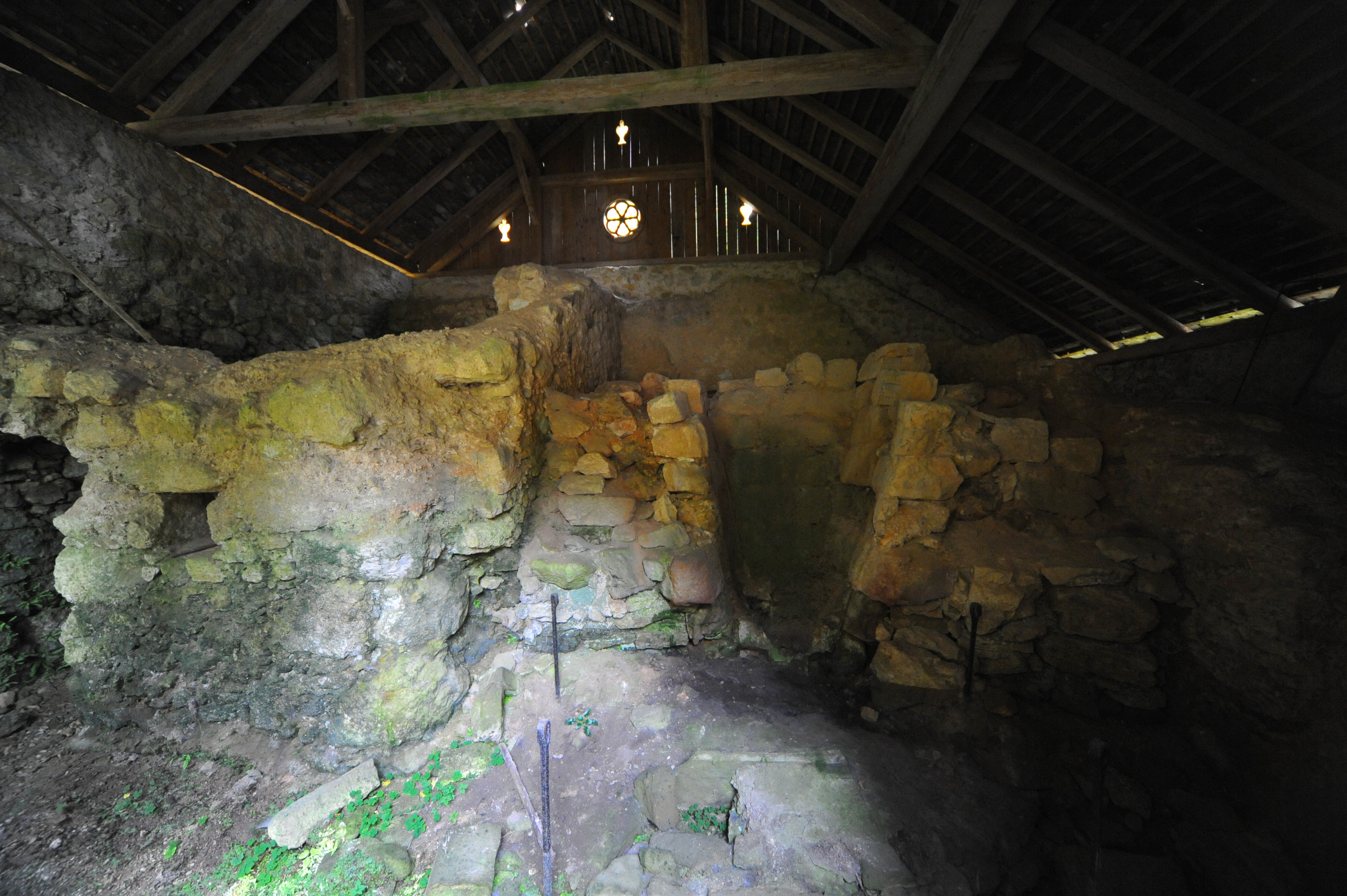
Historischer Hochofen aus dem 14. Jahrhundert in Dno

### Holzkohle
Im 18. Jahrhundert verbrauchten Gießereiarbeiter jährlich 1.200 Tonnen Holzkohle zur Erzeugung von 400 Tonnen Eisen. Für einen Kohlenmeiler, der ein bisschen weniger als eine Tonne Holzkohle erzeugte, wurden rund zehn Kubikmeter Holz benötigt. Harte Holzkohle aus Stämmen von Laubbäumen war das geeignete Brennmaterial für Schmelzöfen, wohingegen die weiche aus Nadelgehölzen für das Schmieden zum Einsatz kam.

### Nägel
Nägel sind das Hauptprodukt der Eisenverarbeitung in Kropa. Nachweislich unter mindestens Hundert verschiedenen Sorten war die typischste die Mediterrane Auswahl von langen dünnen und kurzen dicken Nägeln mit „zweiflügligen“ Köpfen.

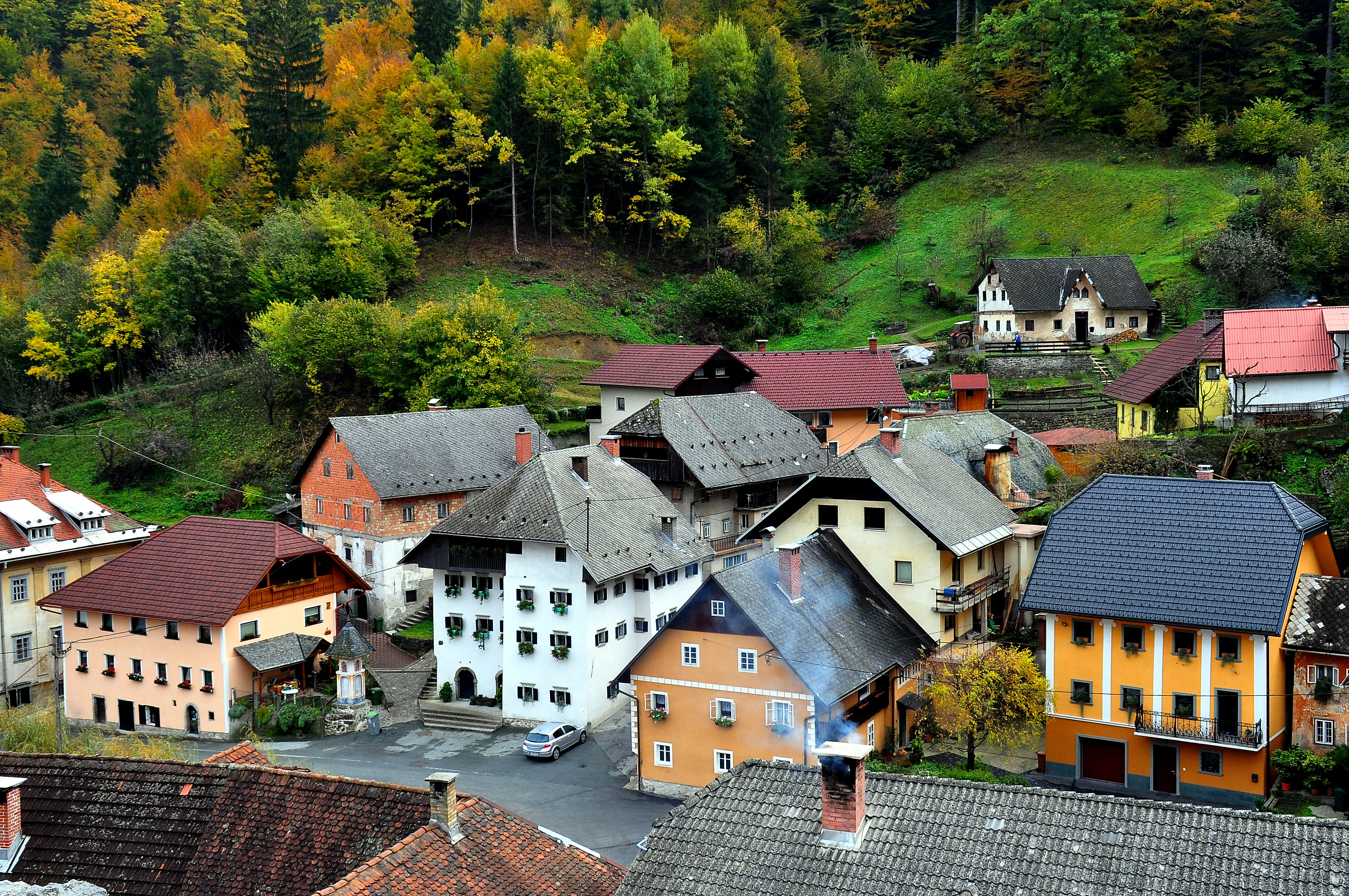
Zentrum von Kropa

## Bauwerke

### Profanbauten
Im engen Tal gab es wenig Platz für eine Siedlung. Die Gebäude, die einst im Besitz der Eigentümer von Eisenverarbeitungsanlagen standen, sind zumeist mehrgeschoßig. Sie stehen angelehnt an die Berge dicht beieinander entlang des Baches. Dahinter an den steilen Abhängen sind die Häuschen der Köhler, Bergleute und Nägelproduzenten angeordnet. Auf der Ostseite des Hauptplatzes stehen die Tramuška-, Pibrovec- und Šolar-Häuser und an der Westseite befinden sich die Domizile von Troha, Vretana, Paznik und Ažman. Die bemerkenswertesten Bauwerke sind wegen der typischen Renaissance- und Barock-Stilelemente an diesen herrschaftlichen Wohnsitzen jene von Macal und Klinar (Klinarjeva hiša). Im erst genannten war von 1888 bis 1957 die Volksschule und im anderen ist das Eisenschmiede-Museum (Kovaški muzej) untergebracht.

#### Bilder von Häusern

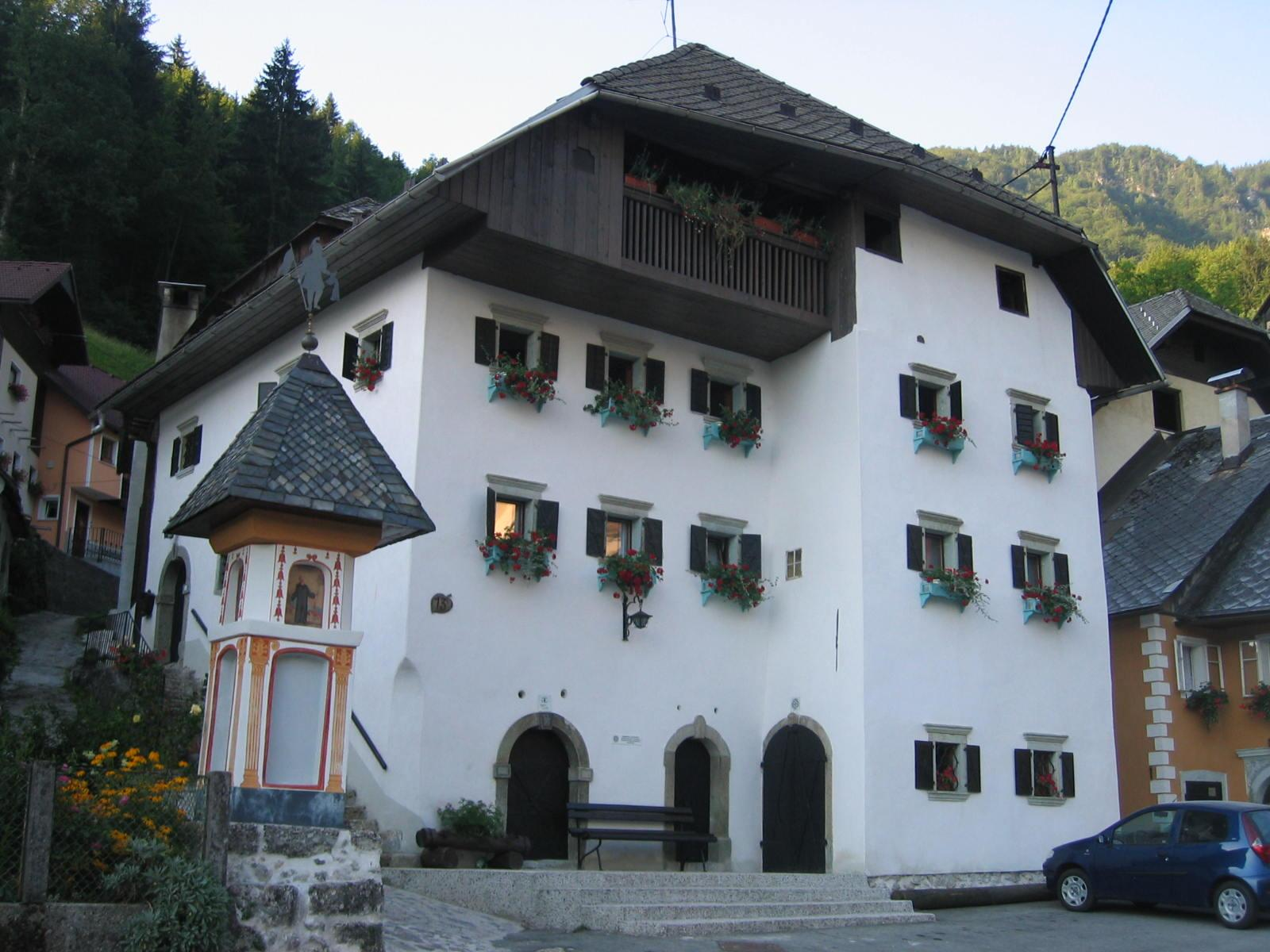
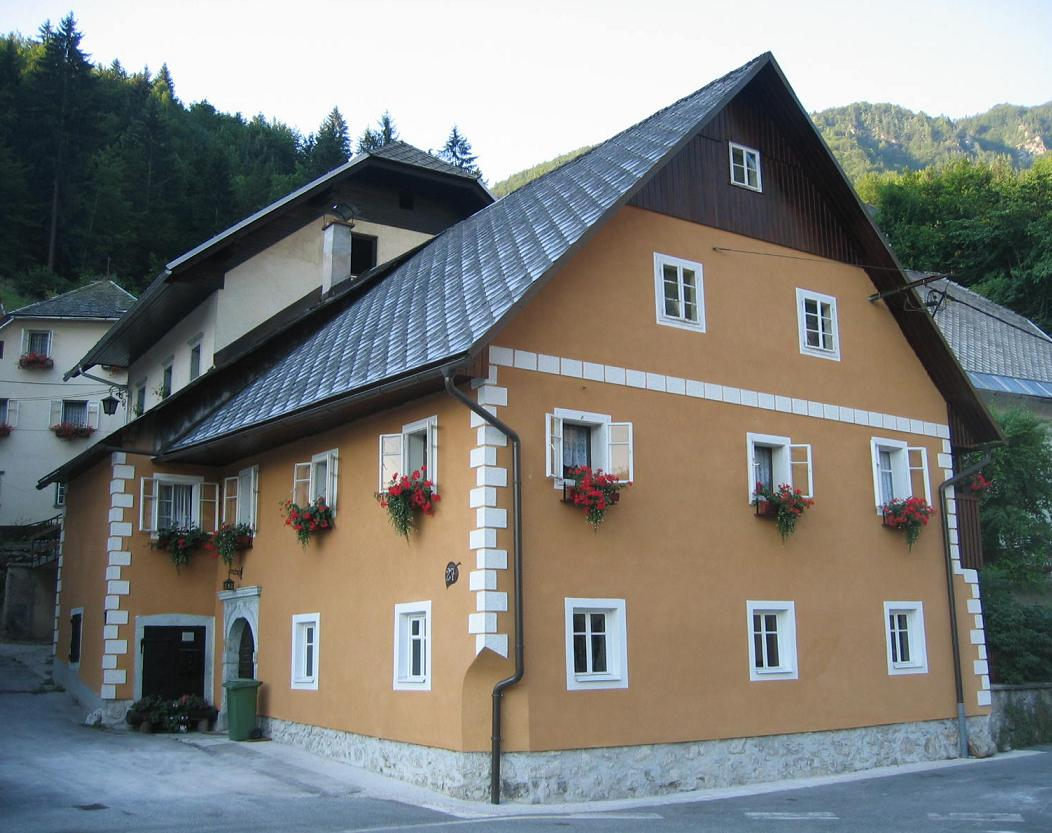
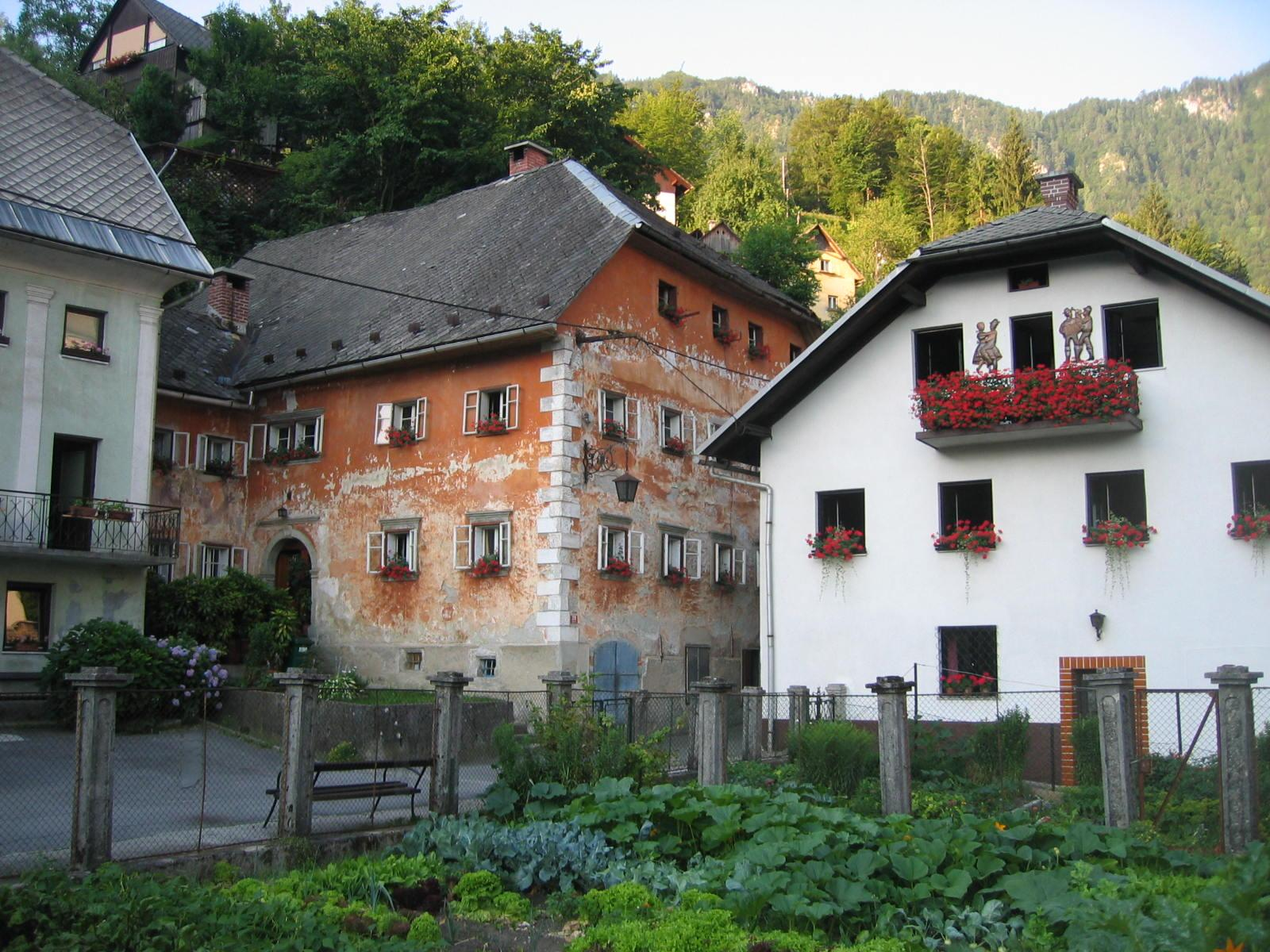
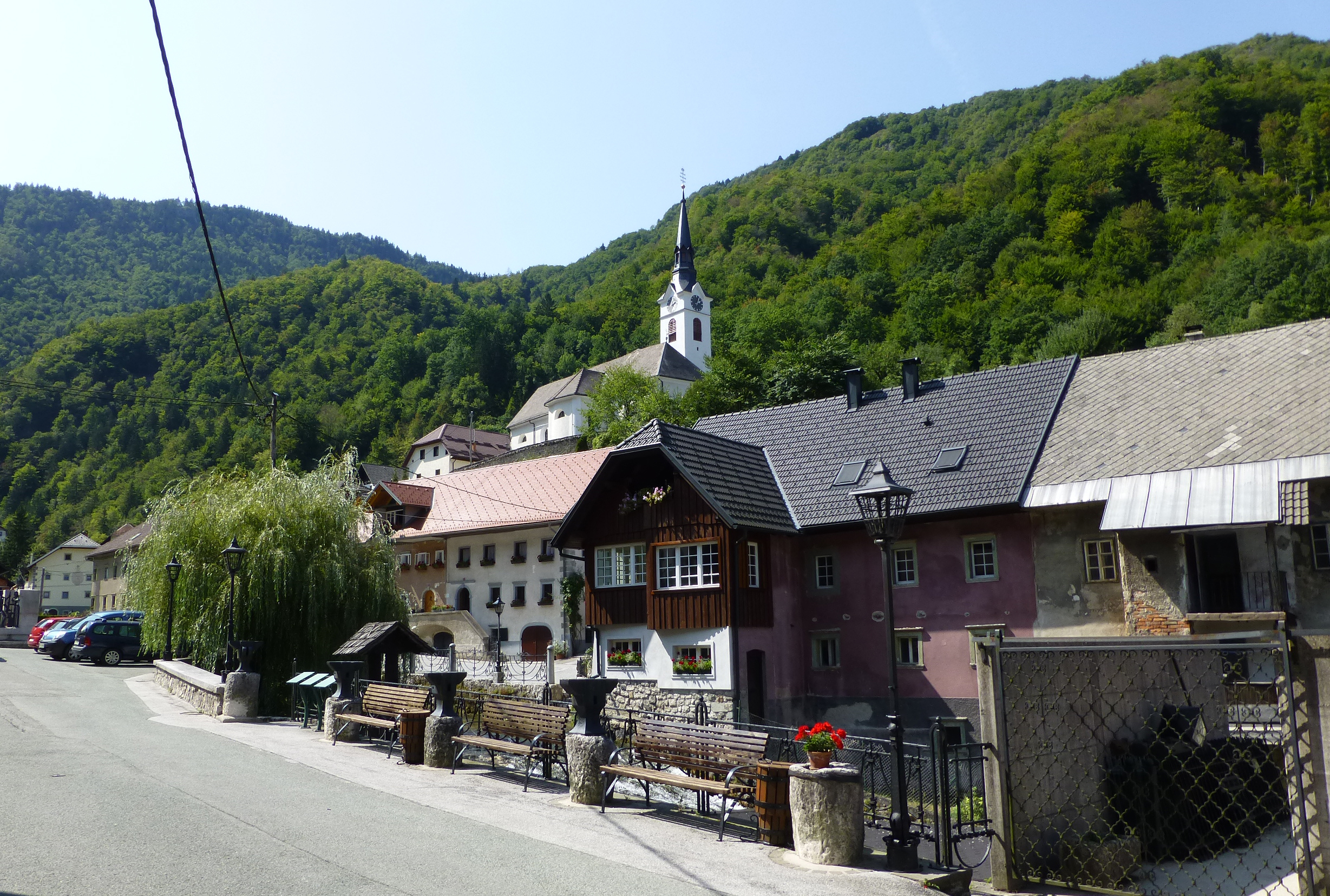

### Sakralbauten

#### Pfarrkirche Heiliger Leonhard
Sie wurde 1481 erbaut. Der ursprüngliche Baukörper ist gotisch. Der Glockenturm, der mit dem Kirchenschiff im Norden verbunden ist, hat ein neogotisches Dach, das mit Schiefer-„Plattln“ gedeckt ist. Die Inneneinrichtung wurde von Künstlern des 18., 19. und 20. Jahrhunderts geschaffen: Matija Bradaška, Miha Maleš, der Tiroler Maler Josef Plank, Henrieta Langus, Ivana Kobilca, Janez Krstnik Potočnik, Jožef Šubic, Leopold Layer, beziehungsweise seine Werkstätte, der Tiroler Maler Ferdinand Stuffesser, Ignacij Ahrer und Peter Janežič. Die Kirchenorgel von 1862 wurde vom Laibacher Franc Deu gebaut. Der Altar, das Kreuz, das Lesepult und der Ambo sind Arbeiten von Kunstschmieden vor Ort, Jože Šolar und Joža Bertoncelj. In der Kirchenfassade wurden Qualitätssteine und einbetonierte Grabsteine ebenso eingebaut wie eine Gedenktafel für die Opfer des Ersten Weltkrieges. Eine weitere Qualitätsarbeit ist ein Holzkreuz gleich neben dem Presbyterium. Auf dem Friedhof steht ein Eisenkreuz aus dem Jahre 1886 und einige nett bearbeitete Grabsteine. Von den Friedhofsmauern hat man einen schönen Blick auf die im engen Tal liegende Siedlung und die ein wenig höher gelegene andere Kirche.

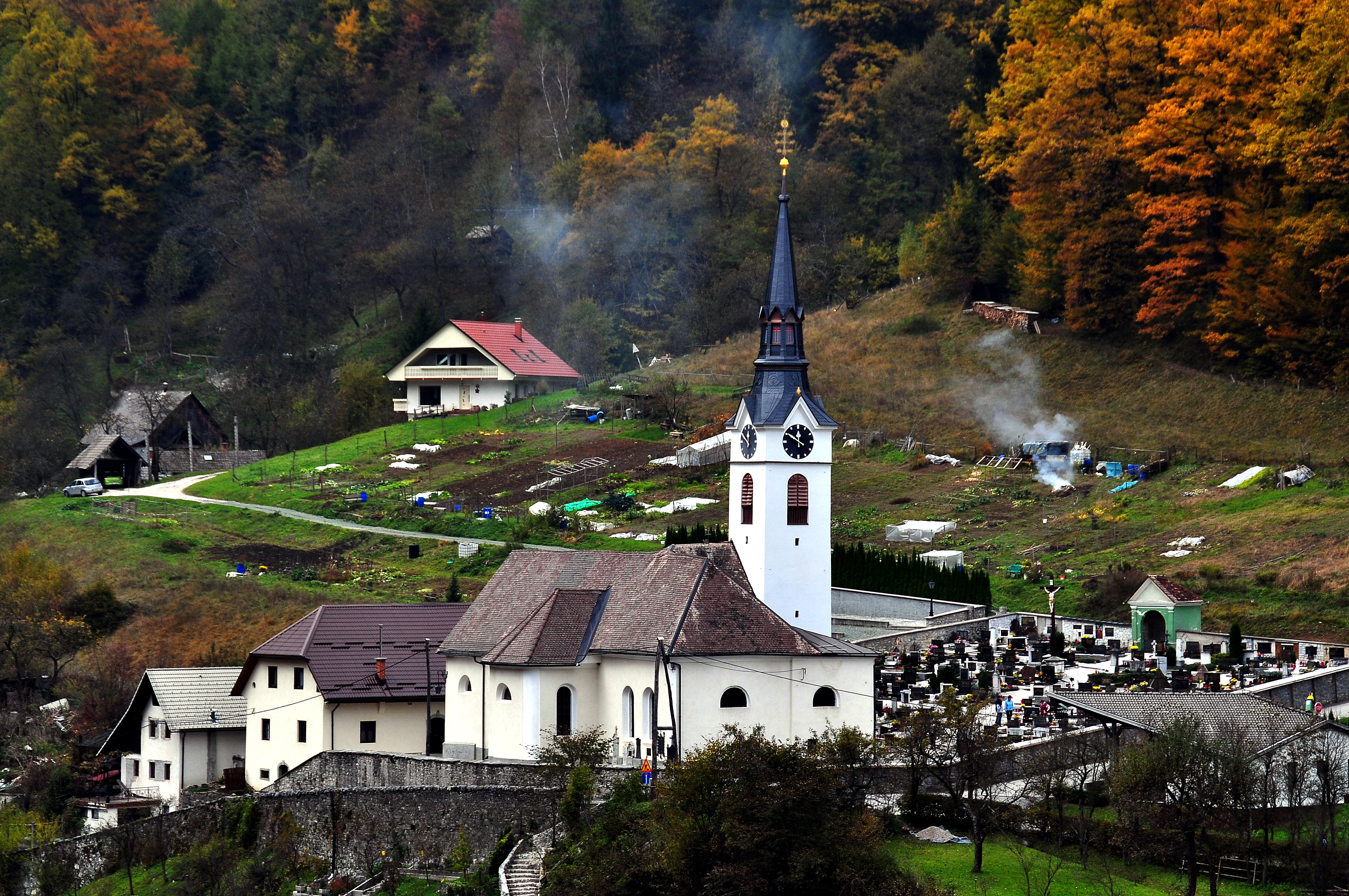
Pfarrkirche Heiliger Leonhard mit Friedhof
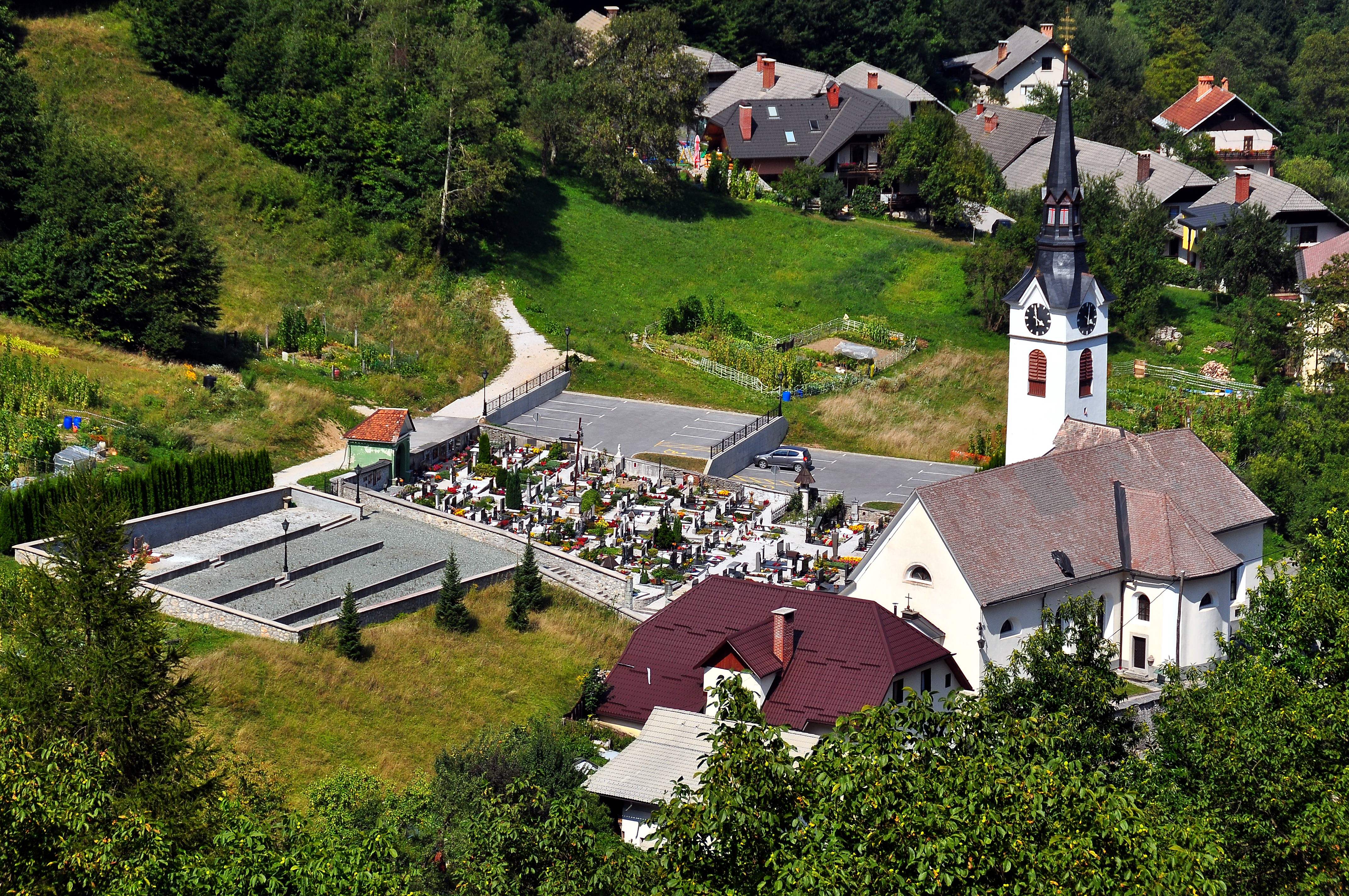
Pfarrkirche Heiliger Leonhard mit Friedhof
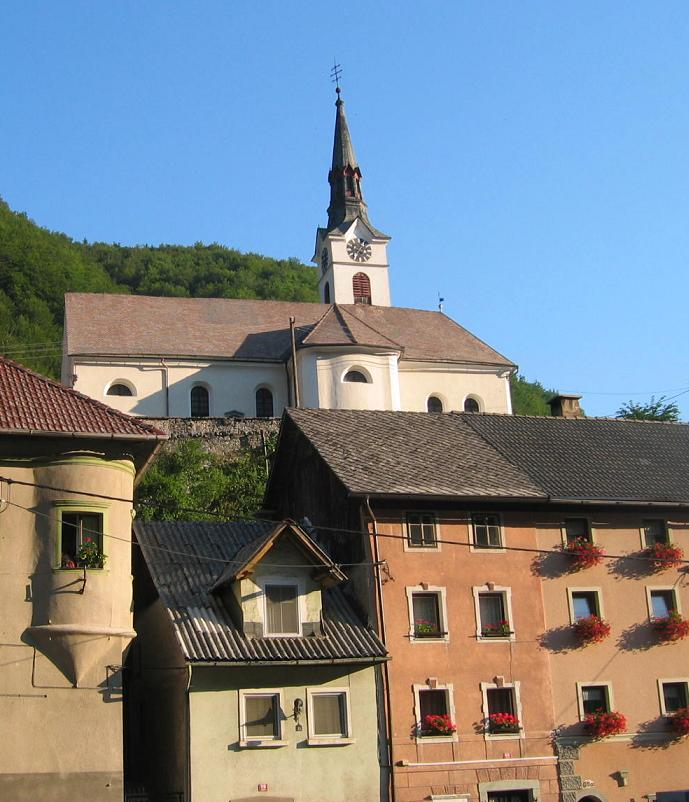
Pfarrkirche Heiliger Leonhard

#### Filialkirche zur Mutter Gottes
Sie ist eines der bedeutendsten barocken Architektur-Denkmäler in der Krain. Sie wurde am 2. Juli 1729 geweiht. Der Überlieferung nach fanden sieben Knaben an diesem Platz ein Bild der „Barmherzigen Maria“ und bauten ihr zu Ehren einen Altar. Nach mehreren Wundern besuchten immer mehr Pilger den Verehrungsplatz. Später kam die Wallfahrt zum Stillstand, wurde aber wieder belebt und zum gegenwärtigen Zeitpunkt ist sie beinahe wieder in Vergessenheit geraten. Der Glockenturm und das Kirchenschiff wurden Mitte des 19. Jahrhunderts errichtet. Im neogotischen Glockenturm über dem Presbyterium hängt eine Totenglocke, die auch mahnend für jene Menschen läutete, die ins Ausland aufbrachen, um dort Nägel zu verkaufen. Die Kirchenausstattung ist spätbarock. Malereien wurden angefertigt von Leopold Layer, Peter Janežič und Matija Bradaška. Die Sakristei dicht bei der Kirche ist ein Barockbau aus dem Jahre 1741.
In den Sommermonaten werden jeden Sonntag Gottesdienste abgehalten, auf jeden Fall aber am 6. Januar, dem 2. Juli, dem 15. August, dem 8. September und am 24. Dezember.
In der Kirche hängen mehrere Votivbilder und eines davon ist auch das wiederentdeckte verehrte Bild Mariens, welches wahrscheinlich von Janez Krstnik Potočnik angefertigt wurde. Auf dem Gemälde sind die Knaben abgebildet, die überlieferungsgemäß ein Bild von der Mutter Gottes auf Papier fanden und es dann verehrten: Andrej Mertelj (11 Jahre), Lovrenz Mertelj (7 Jahre), Janze Krstnik Žigan (7 Jahre), Jurij Pehemb (8 Jahre), Andrej Popovec (6 Jahre), Lenart Popovec (7 Jahre) und ein stummer Jurij Klemenc (6 Jahre). Es wird berichtet, dass der stumme Junge zu sprechen begann, als das Bild aufgefunden wurde.

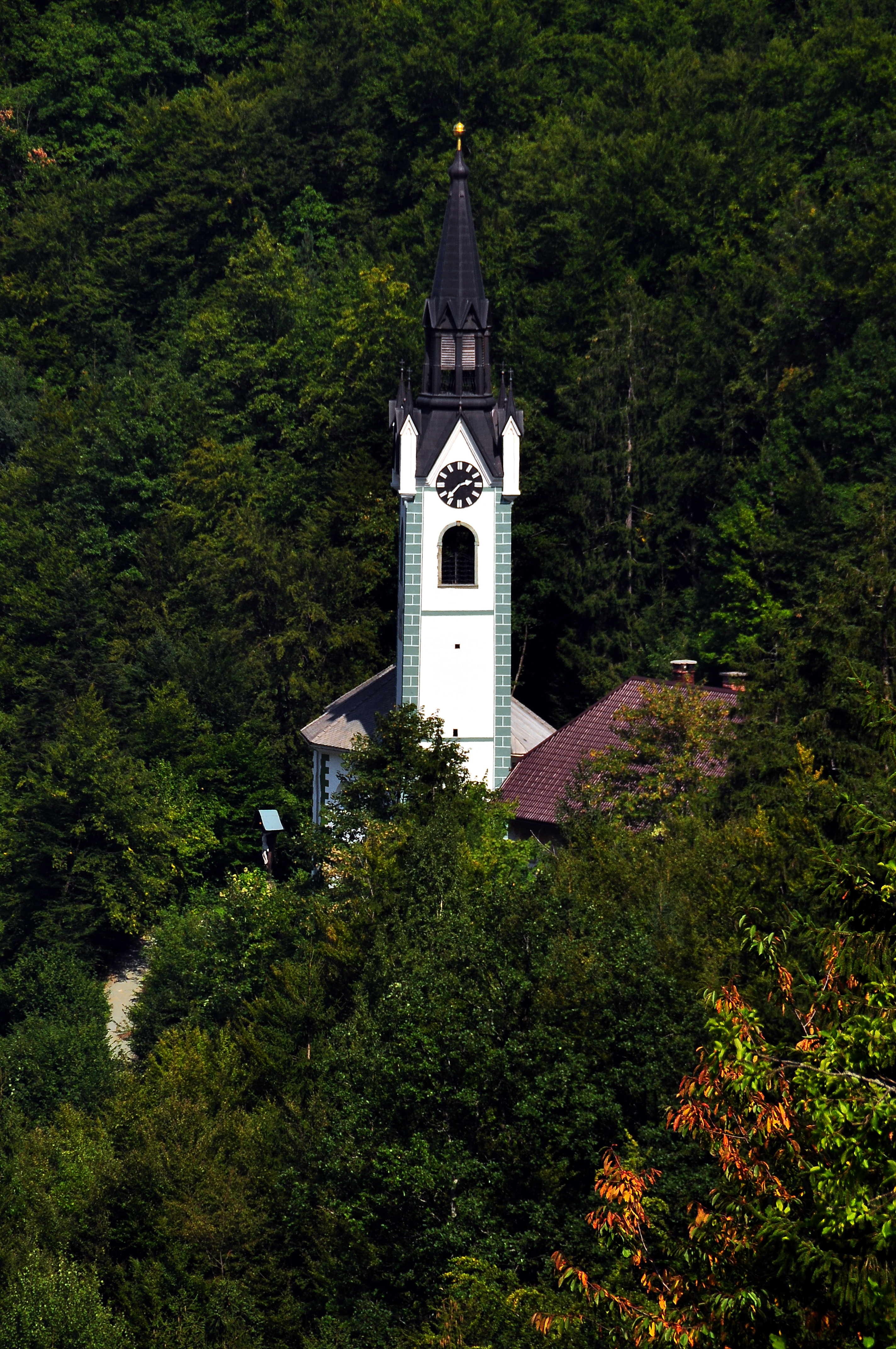
Filialkirche der Mutter Gottes
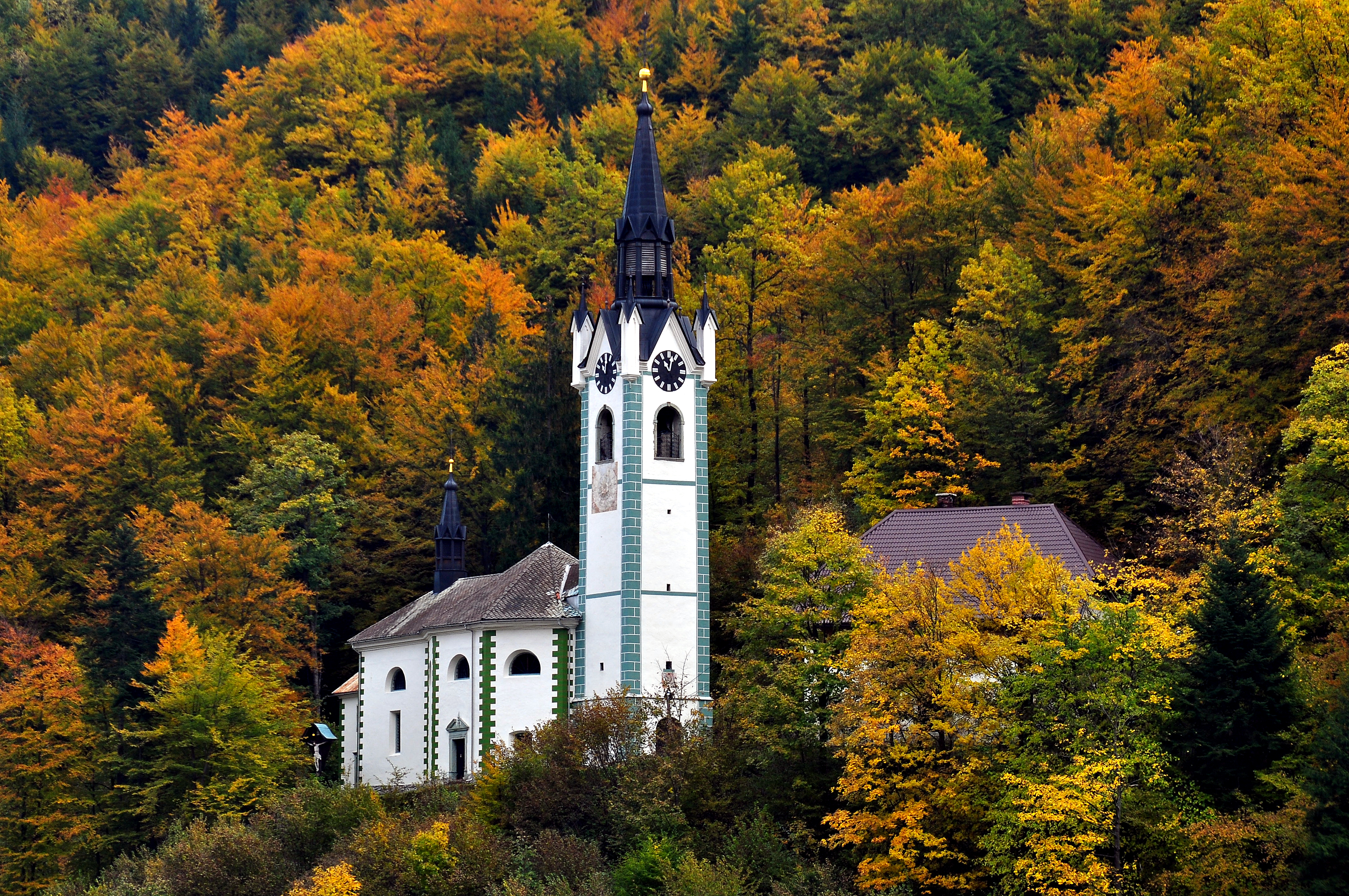
Filialkirche der Mutter Gottes

### Florian-Bildstock
Der am Plac aufgestellte Nischenbildstock hat ein vierseitiges Pyramidendach mit Schieferplattendeckung, dessen Spitze eine geschmiedete Figur des Heiligen Florian krönt. In den Nischen sind Malereien von Maria, Heiligem Michael, Heiligem Florian und Bischof Hren.

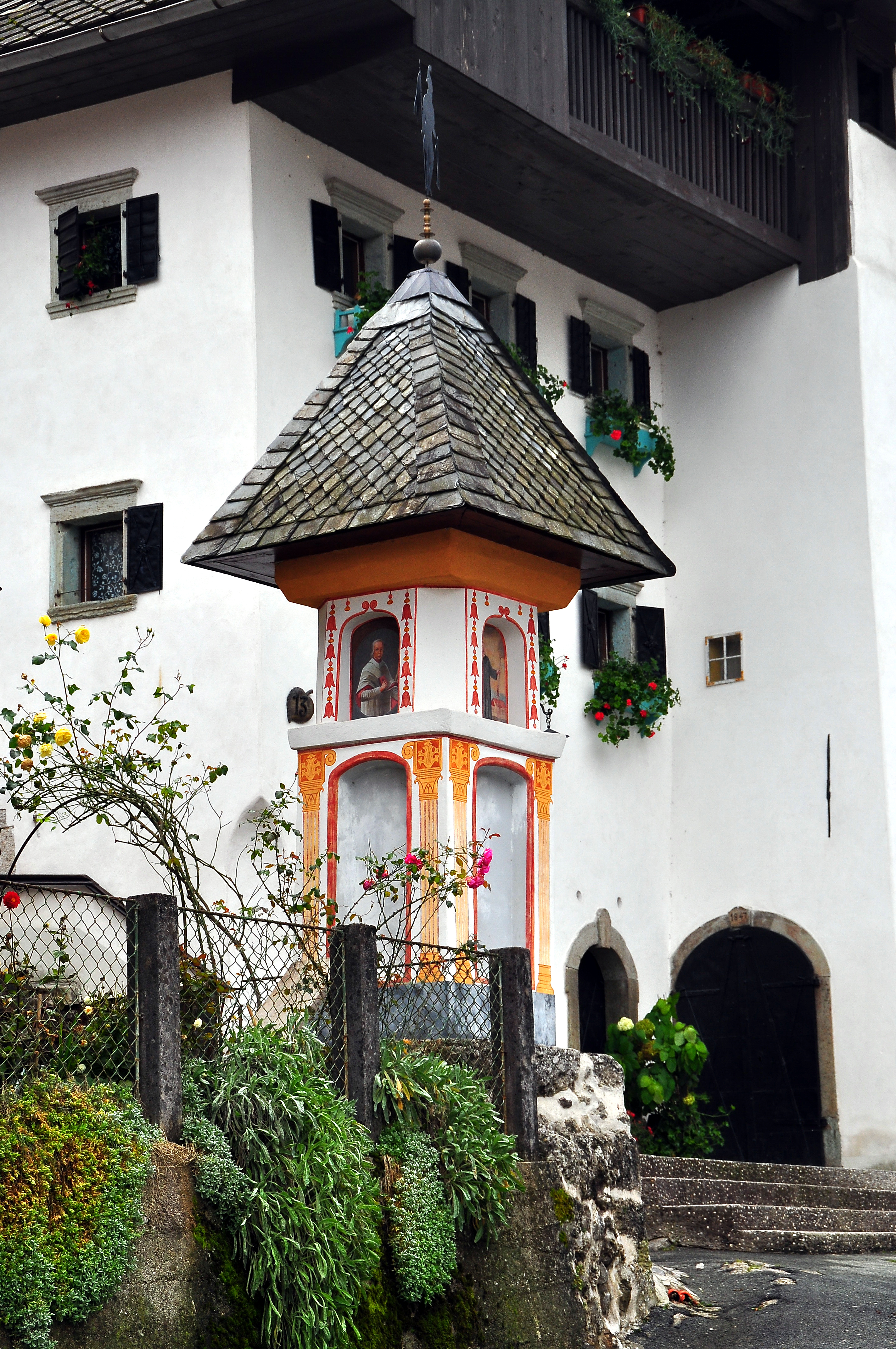
Florian-Bildstock am Plac

### Partisanen-Denkmal
Das an der Südseite des Plac errichtete Monument wurde vom Bildhauer Stane Keržič im Jahr 1965 geschaffen. Die Eisen-Figuren wurden in der Werkstätte UKO in Kropa geschmiedet.

## Tag der Schmiede
Dieses am 2. Juli abgehaltene traditionelle Fest setzt die Schmiede-Tradition fort und leistet einen wesentlichen Beitrag zur Erhaltung des historischen und ethnologischen Erbes. Das Fest hat seine Wurzeln im Jahr 1705, als sieben Jungen ein Bild der Jungfrau Maria im Wald
oberhalb des Ortes fanden. Der Legende nach kam es im Zusammenhang mit diesem Bild zu zahlreichen wunderbaren Ereignissen, was die Bewohner Kropas als Hinweis betrachteten, daraufhin eine neue Kirche zu bauen. Der 2. Juli, der Einweihungstag der Kirche – die auch als „An der Kapelle“ bezeichnet wird –, wurde bekannt als „Kovaški šmaren“ beziehungsweise „Tag der Schmiede“, ein Feiertag für ganz Kropa. Die Veranstaltung bietet den Schmieden und ihren fleißigen Helfern, wie auch den Bergleuten, Köhlern und Schmelzern einen Tag Ruhepause von der täglichen Arbeit. Am Morgen besucht man die Messe und danach vergnügt man sich einen Tag lang mit Freizeitaktivitäten wie Wanderungen in freier Natur, sozialen Kontakten und auf Partys.
In seiner modernen Form wurde der „Tag der Schmiede“ zum wichtigsten jährlichen Ereignis des Ortes, dessen Hauptanliegen die öffentliche Präsentation der täglichen Arbeiten von Kropas Schmieden geworden ist. Die Siedlung mit ihrer einzigartigen Tradition, ihrem Brauchtum und ihrem Dialekt schmiedete während ihrer 700-jährigen Geschichte ihre eigene, unverwechselbare Gemeinde mit Hilfe von Feuer und Eisen, welche man mit Stolz als die Wiege der Eisenschmieden bezeichnen darf. Darüber hinaus ist der „Tag der Schmiede“ für Kropas Einwohner – sowohl der Ortsansässigen als auch der auswärts Lebenden – eine Gelegenheit der Zusammenkunft, um Sport-, Kultur- und Unterhaltungs-Events gemeinsam zu feiern.

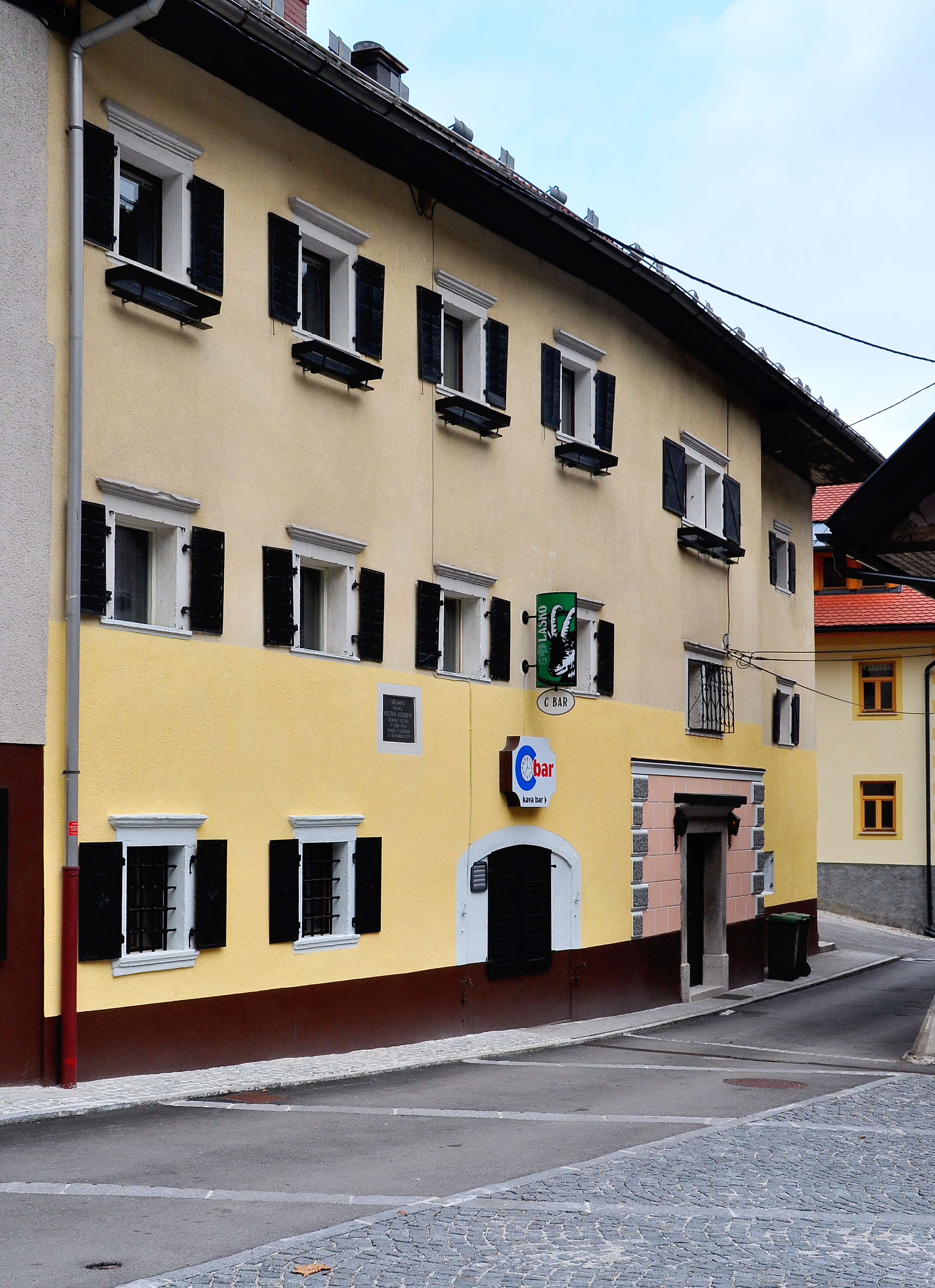
Geburtshaus von Kristina Šuler

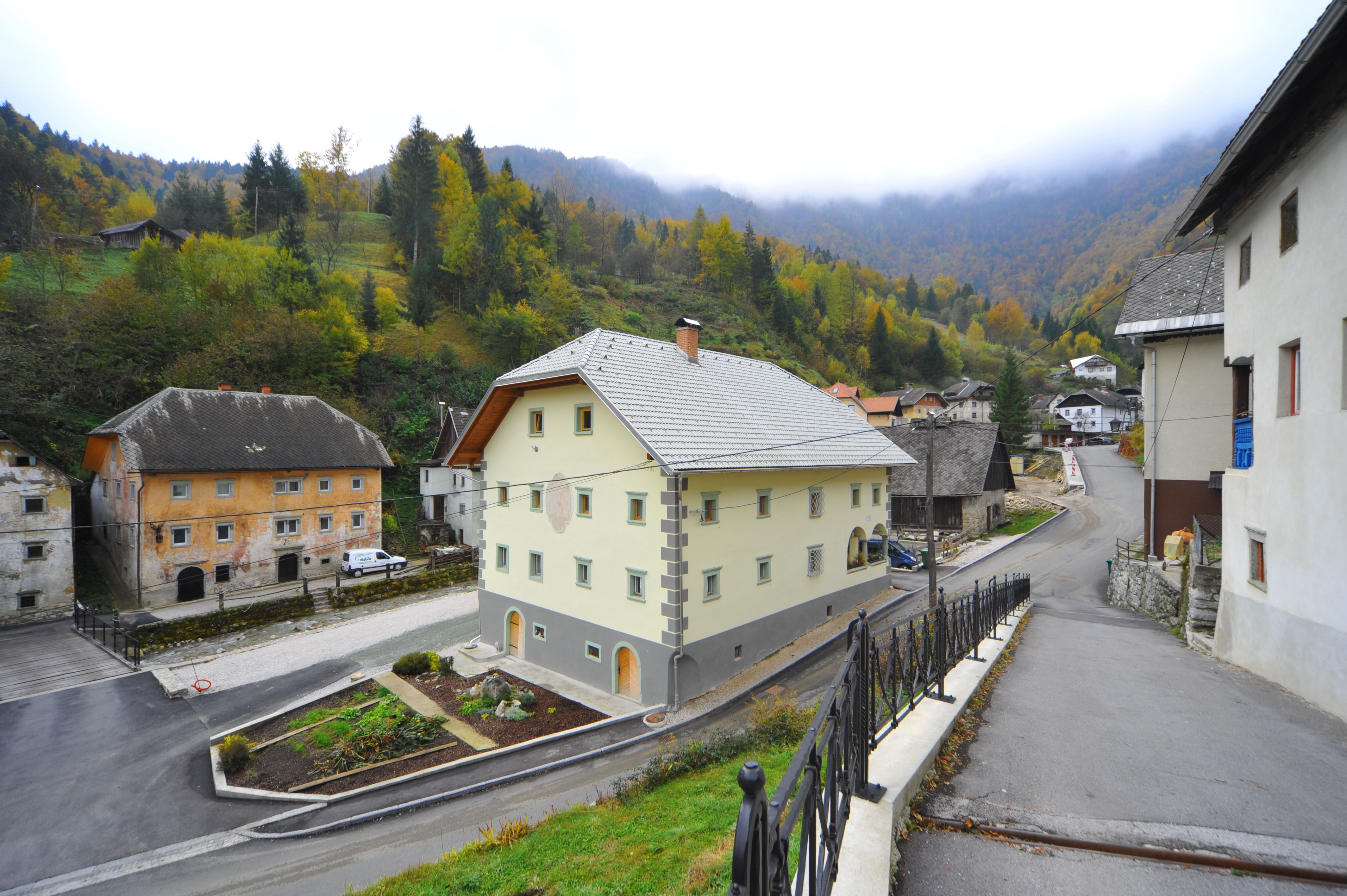
Geburtshaus von Janez Krstnik Potočnik

## Persönlichkeiten
- Janez Krstnik Potočnik (1749–1834), Maler
- Marko Kovsca (1838–1894), Lehrer
- Kristina Šuler (1866–1959), Dichterin
- Peter Žmitek (1874–1935), Maler
- Joze Gaspersič (1896–1964), Metallurg
- Joža Bertoncelj (1901–1976), Kunstschmied
- Anton Dermota (1910–1989), Lyrischer Tenor
- Rudi Finžgar (1920–1995), Sportler
- Dušan Petrač (* 1932), Physiker
- Zmago Šmitek (1949–2018), Ethnologe
- Janez Potočnik (* 1958), Ökonom und Politiker